# Cattedrale di San Pietro (Bautzen)

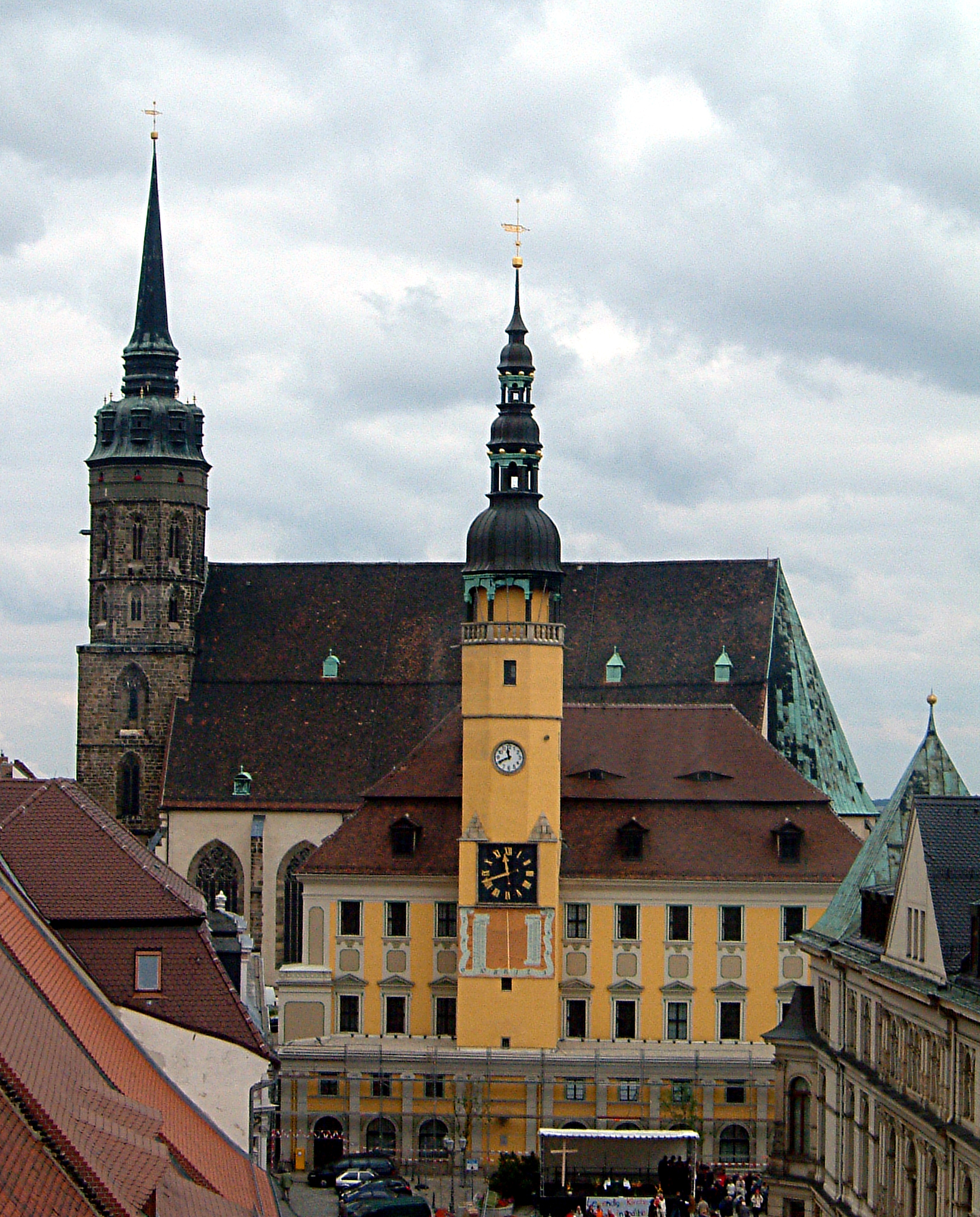
Vista meridionale della cattedrale dietro il Palazzo del municipio

La cattedrale di San Pietro a Bautzen (in sorabo superiore: Katedrala swj. Pětra) è una delle più grandi chiese interreligiose della Germania. È una delle più importanti chiese della Sassonia ed è la più antica dell'Oberlausitz. La cattedrale si trova nella piazza del mercato del pesce della città vecchia di Bautzen, di fronte al Palazzo municipale (Rathaus). Dal 1980 è concattedrale della diocesi di Dresda-Meißen.

## Storia
Già intorno all'anno 1000 il conte Eido von Rochlitz fece erigere, nel luogo ove si trova oggi la cattedrale, una chiesa parrocchiale.
Dopo il 1213, probabilmente tra il 1217 e il 1218, fu fondata la collegiata di San Pietro. Il 24 giugno del 1221 fu consacrata la costruzione del coro. Alcune parti della costruzione originale sono pervenute fino a noi, come ad esempio il portale ovest. Scavi della costruzione durante l'ultimo restauro non sono stati trovati.
Nel 1430 la cattedrale raggiunse il suo attuale aspetto. Negli anni 1456/63 la sala tardogotica fu ampliata con una quarta navata a sud. Dopo il grande incendio che colpì la città nel 1634 l'interno fu ricostruito in stile barocco. Nel 1664 la torre campanaria fu munita di cupola barocca.
Nel corso della sua storia la cattedrale fu più volte restaurata, l'ultima volta fu nel 1987. Pochi anni fa la sua facciata fu ripulita e ritinteggiata.

## Particolarità
Dopo la Riforma, nel 1524, la cattedrale divenne de facto una chiesa interreligiosa (cattolica ed evangelico-luterana) e fu la prima di questo genere in Germania e una delle tre nella Germania orientale.
Dopo lunghe dispute fra luterani e cattolici nel 1543 il Consiglio comunale e il Capitolo del Duomo raggiunsero un accordo, che disciplinò l'utilizzo della chiesa da parte di entrambe le confessioni religiose.
L'accordo prevedeva l'utilizzo del coro per le funzioni dei cattolici e quello della navata per quelle degli evangelici. Il confine correva lungo la grata del jubé. Altri accordi seguirono ancora nel XVI secolo ai tempi del decano del duomo Johann Leisentrit, fra l'altro anche riguardo ad altre coabitazioni, come la parrocchia di Gaußig. Durante la rivolta boema del 1618, il capitolo cattolico della collegiata dei canonici del duomo fu estromesso per breve tempo dalla cattedrale, dopo di che la situazione precedente fu ripristinata.
Papa Benedetto XV ripristinò la diocesi di Meißen con sede a Bautzen. Dopo lo spostamento della sede episcopale a Dresda del 1980, il duomo di Bautzen è divenuto concattedrale.

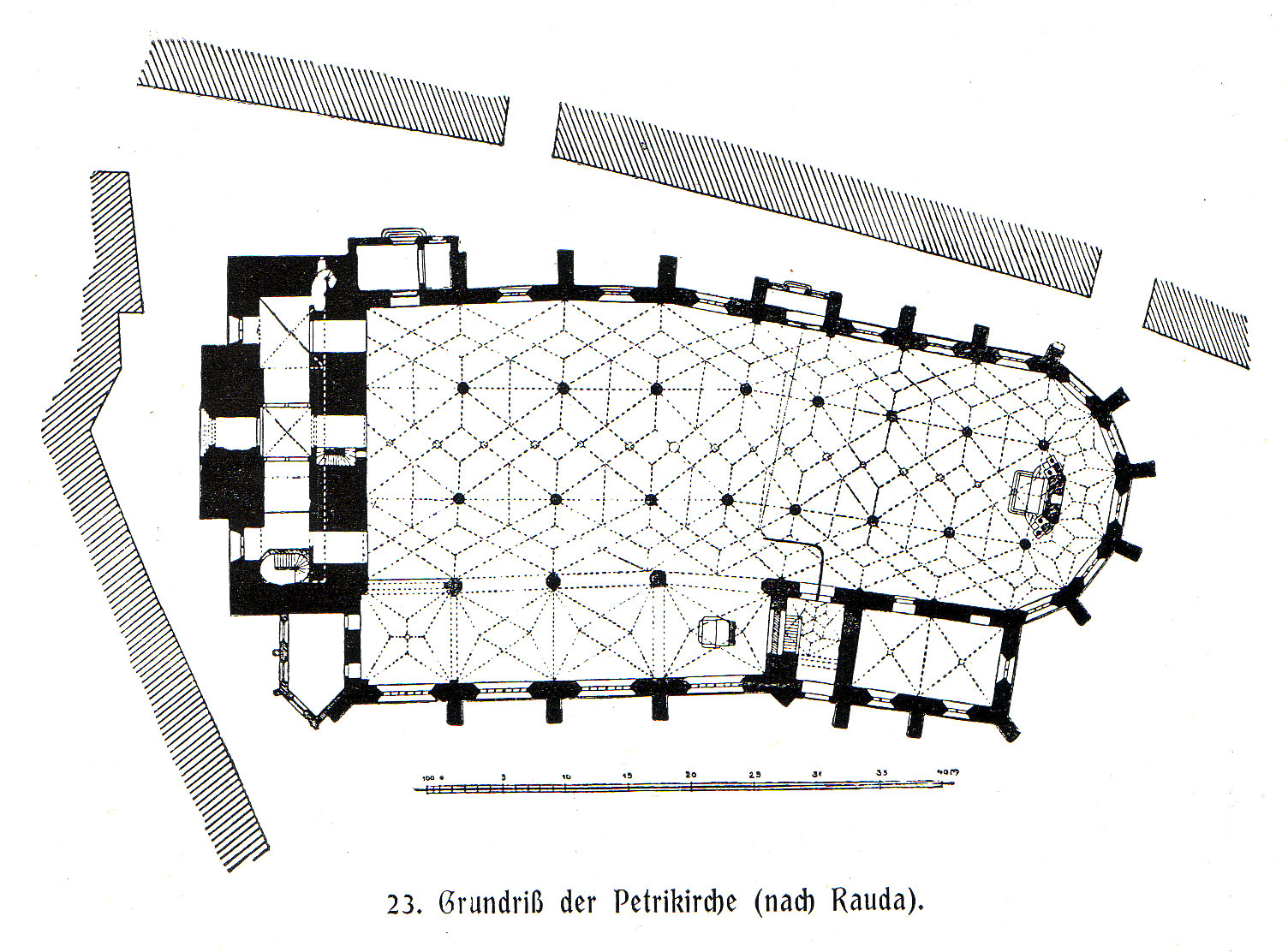
Pianta del 1825 che evidenzia la curvatura dell'asse longitudinale

La cattedrale di San Pietro di Bautzen appartiene agli edifici religiosi il cui asse evidenzia una forte curvatura. Per questa deviazione dalla linea retta vi sono numerosi tentativi di spiegazione, nessuno dei quali però può essere considerato valido. Una spiegazione potrebbe essere che inizialmente esso fosse stato eretto sulle fondamenta di un'altra chiesa e che per poter allargarla nelle circostanze degli edifici del tempo dovette essere orientata in quel modo.
Inoltre era prevista evidentemente la costruzione di una seconda torre. Questa va particolarmente riconosciuta come causa dell'asimmetria costruttiva, se si guarda in su davanti all'ingresso principale verso la navata.

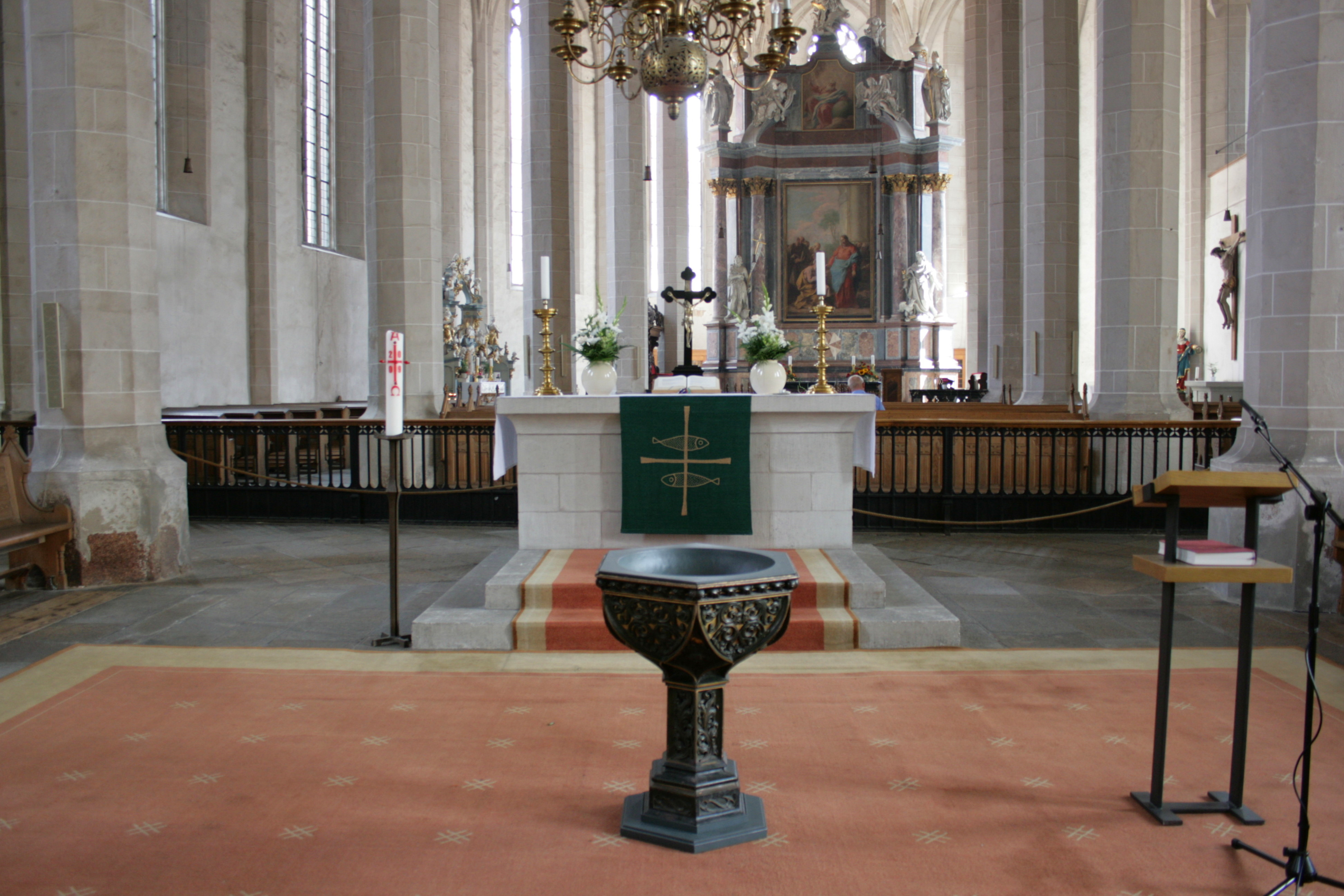
Interno con gli altari evangelico (avanti) e cattolico (dietro)

Alla torre si trova un ascensore esterno, che può essere utilizzato dai visitatori per raggiungere la sommità (83 metri) e ammirarne il panorama sottostante della città. L'ascensore funziona in alcuni sabati e domeniche.

## Allestimenti
Nella parte cattolica della cattedrale si trovano soprattutto l'altar maggiore del 1713 e il Crocifisso di Balthasar Permoser (1713), pezzo significativo di arte. Nella parte evangelica vi è l'altare dell'Ultima Cena, risalente al 1640 e la loggia dei principi eretta nel 1674.

### Campane

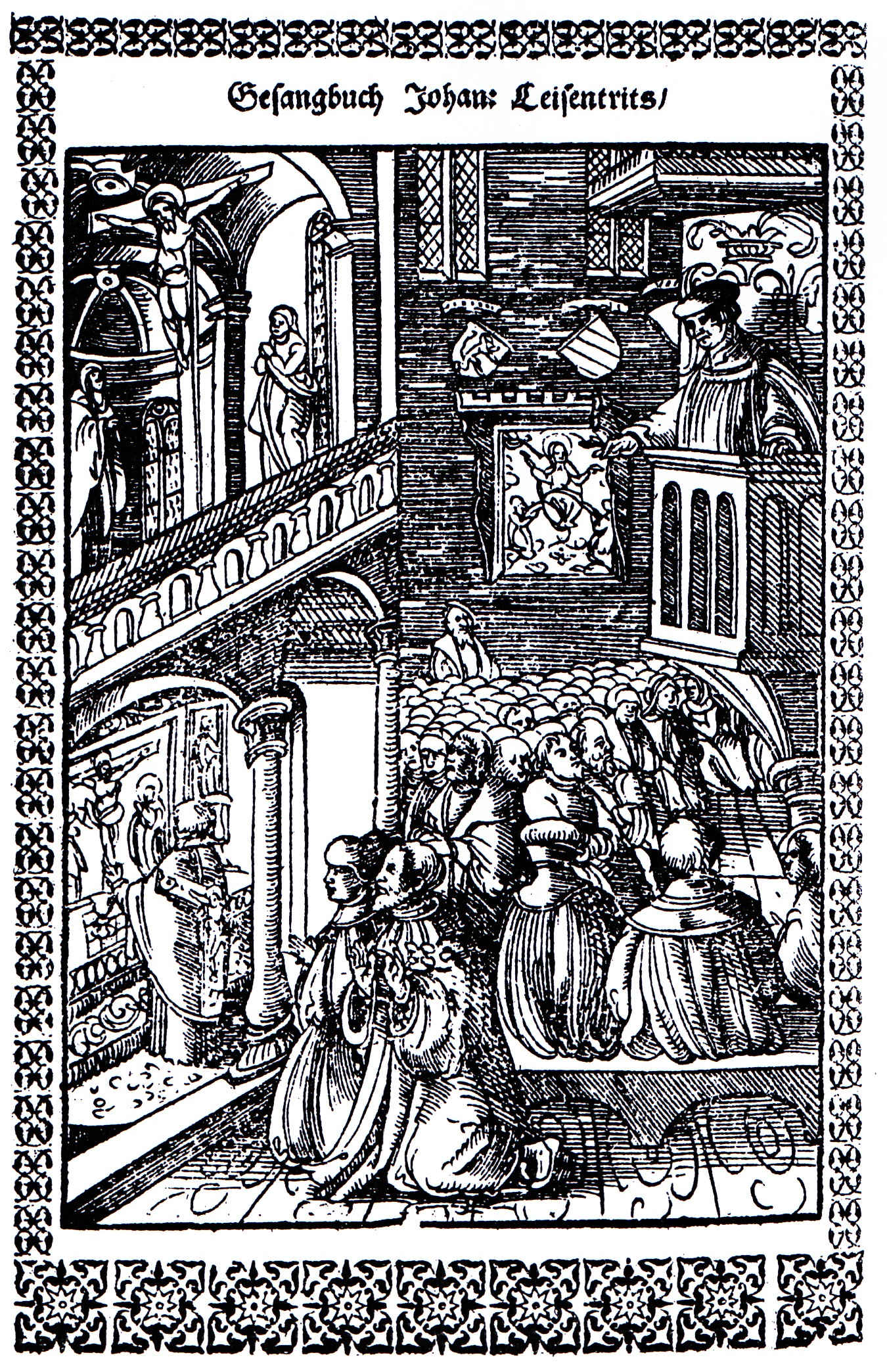
Rappresentazione del 1567 della chiesa interreligiosa di San Pietro in Bautzen, dal libro dei canti religiosi di Johann Leisentrit.

La torre della cattedrale ha quattro campane, tutte fuse da Friedrich Gruhl:
| Nr. | Nome                               | Anno | Peso    |
| --- | ---------------------------------- | ---- | ------- |
| 1   | Große Glocke (Campana maggiore)    | 1837 | 2784 kg |
| 2   | Kirchglocke (Campana della chiesa) | 1837 | 1355 kg |
| 3   | Abendglocke (Campana della sera)   | 1837 | 767 kg  |
| 4   | Oktavglocke (Campana dell'ottava)  | 1837 | 306 kg  |
| 5   | Vorläuteglocke                     | 1837 | 151 kg  |

### Organi
La cattedrale ospita due organi, ciascuno per ognuna delle confessioni religiose ivi officianti. Quello nella zona evangelica è una delle opere maggiori della ditta Hermann Eule Orgelbau Bautzen e fu fabbricato nel 1910. Lo strumento è dotato di trasmissione pneumatica. Nella parte cattolica della cattedrale ve n'è uno di dimensioni minori della ditta Kohl di Bautzen.

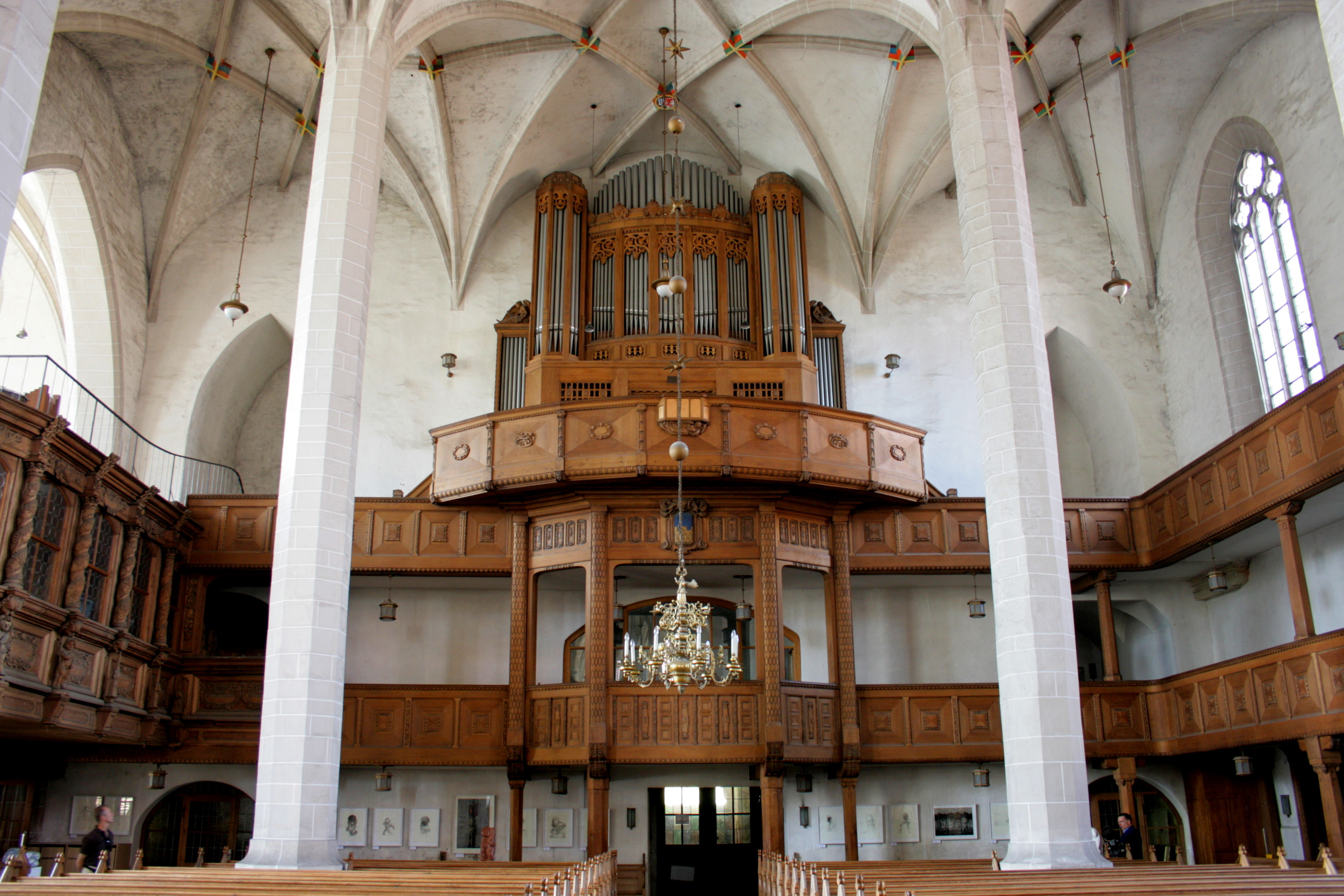
Organo evangelico

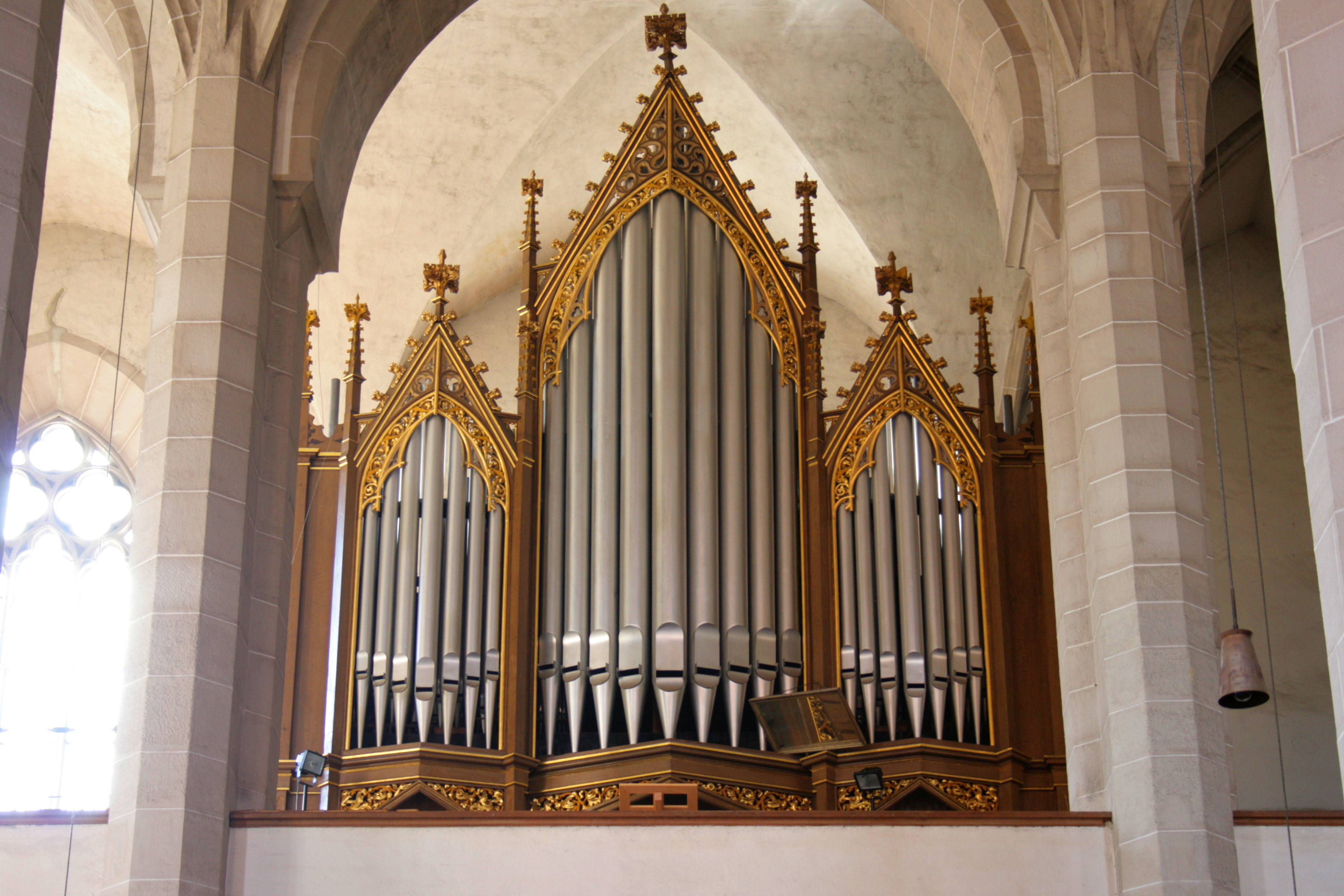
Organo cattolico